# Buchy, Seine-Maritime

Buchy este o comună în departamentul Seine-Maritime, Franța. În 1 ianuarie 2022 avea o populație de 2.789 de locuitori.